# Asociación Argentina de Árbitros
La Asociación Argentina de Árbitros (AAA) es la escuela más importante 
de árbitros del fútbol de la Argentina. Fue fundada en 1965. Está afiliada a la Confederación General del Trabajo de la República Argentina.

## Conflicto con AFA y SADRA
La Asociación Argentina de Árbitros (enlace roto disponible en Internet Archive; véase el historial, la primera versión y la última). mantiene una relación conflictiva con la Asociación del Fútbol Argentino (AFA), entidad que, por constituir el organismo federativo de los clubes de fútbol de Argentina, es su contraparte patronal, como representante de los empleadores. El conflicto entre la AAA y la AFA tuvo uno de sus puntos culminantes en 1988, cuando la organización patronal promovió la creación de un sindicato paralelo, el Sindicato de Árbitros Deportivos de la República Argentina (SADRA).
La situación se agravó, cuando en mayo de 1992, la AAA declaró una huelga repudiando las presiones de los clubes grandes cuando el árbitro Castrilli echó a cuatro jugadores de River Plate en un importante partido contra Newell's Old Boys. La AFA entonces recurrió a los árbitros del SADRA y la fecha se jugó normalmente.
En 2006 la justicia argentina condenó a la AFA por práctica desleal.